# Pascal (mikroarchitektura)
Pascal je kódové označení pro GPU mikroarchitekturu společnosti Nvidia, která vyšla v dubnu roku 2016 jako nástupce architektury Maxwell. Byla pojmenována po francouzském matematikovi Blaisi Pascalovi.
Tato architektura je používána u spotřebitelských grafických karet GeForce série 10 a u grafických karet pro pracovní stanice, servery a superpočítače s označením Quadro a Tesla.

## Architektura
Prvním vydaným čipem architektury Pascal byl GP100 používaný především v modelu Tesla, který je cílen na datová centra, velké servery a superpočítače.. Následoval grafický čip GP104, který se nachází ve výkonných grafických kartách a jehož shaderové jednotky jsou více podobné těm u Maxwellu.
Mezi vylepšení architektury čipu GP100 oproti Maxwellu patří:
- Jedna renderovací jednotka (Render Output Unit - ROP) Pascalu má 64 CUDA jader. Pro srovnání, Maxwell jich měl 128, Kepler 192, Fermi 32 a Tesla pouze 8.
- Podpora CUDA 6.0.
- High Bandwidth Memory 2 - některé karty mají 16 GB HBM2 s 4096bitovou datovou sběrnicí a rychlostí paměti 720 GB/s.
- Unified memory (unifikovaná paměť) - umožňuje CPU a GPU využívat jak paměť RAM, tak paměť VRAM za pomocí technologie Page Migration Engine.
- NVLink - datová sběrnice vysoké rychlosti pro komunikaci mezi GPU a CPU nebo mezi více GPU. NVLink umožňuje mnohem vyšší přenosovou rychlost než má SLI Bridge. Podle odhadů 80-200 GB/s. NVLink se používá pouze u profesionálních karet (Quadro, Tesla) nebo u nové "herní" generace Turing (RTX 2080 Ti atd.).[2]
- 16bitové operace (FP16) s desetinnými čísly jsou dvakrát rychlejší než s 32bitovými čísly (FP32) a čtyřikrát rychlejší než s 64bitovými čísly (FP64).
- Dvakrát více registrů na každé CUDA jádro než měl Maxwell.
- Více sdílené paměti.
- Dynamic Load Balancing Scheduling system. Umožňuje rozplánovat využití GPU pro různé operace, což umožňuje plné využití grafické karty.

Mezi vylepšení architektury čipu GP104 patří:
- Podpora CUDA 6.1
- GDDR5X - nový paměťový standard podporující přenos dat rychlostí 10 Gbit/s navíc s vylepšenou kontrolou paměti.
- Simultaneous Multi-Projection - vytváření více projekcí jediného geometrického obrazu.
- DisplayPort 1.4, HDMI 2.0b.
- Delta Color Compression čtvrté generace.
- Enhanced SLI Interface - zrychlení rozhraní SLI oproti předchozím verzím
- Hardwarové dekódování HEVC Main10, Main12 a VP9.
- NVENC Hardwarové kódování HEVC Main10.
- Podpora HDCP 2.2 pro přehrávání DRM chráněného 4K obsahu.
- GPU Boost 3.0.

## Čipy
- GP100 - Využíván v modelech Nvidia Tesla P100 a Quadro GP100. Je určen pro GPGPU aplikace, které často počítají s 64bitovými (a také jednoduššími) desetinnými čísly, nebo pro deep learning. Využívají HBM2 paměť.
- GP102 - Využíván v modelech TITAN Xp, Titan X, GeForce GTX 1080 Ti, které disponují pamětí GDDR5X, a také v modelech Quadro P6000 a Tesla P40.
- GP104 - Využíván v modelech GeForce GTX 1070 a GTX 1080. GTX 1070 má čtvrtinu shaderových jednotek deaktivovanou a na rozdíl od GTX 1080, která disponuje GDDR5X pamětí, má paměť GDDR5.
- GP106 - Využíván v modelu GTX 1060 s pamětí GDDR5 a v modelu Quadro P2000.
- GP107 - Využíván modely GTX 1050, GTX 1050 Ti, Quadro P1000, Quadro P600 a Quadro P400.
- GP108 - Využíván v modelu GeForce GT 1030.

## Seznam produktů GeForce série 10

### Desktopové
- Podporované grafické výstupy jsou DisplayPort 1.3/1.4, HDMI 2.0b, DVI dual link
- Podporovaná rozhraní jsou Direct3D 12.0 (12_1), OpenGL 4.6, OpenCL 1.2 a Vulkan 1.0

| Model                | Proces (nm) | Tranzistory (miliardy) | Rozhraní     | Počet CUDA jader | Takt                      | Takt                   | Takt               | Paměť         | Paměť  | Paměť                | Tepelný výkon (W) |
| Model                | Proces (nm) | Tranzistory (miliardy) | Rozhraní     | Počet CUDA jader | Základní takt jádra (MHz) | Boost takt jádra (MHz) | Takt paměti (MT/s) | Velikost (GB) | Typ    | Šířka sběrnice (bit) | Tepelný výkon (W) |
| -------------------- | ----------- | ---------------------- | ------------ | ---------------- | ------------------------- | ---------------------- | ------------------ | ------------- | ------ | -------------------- | ----------------- |
| GeForce GT 1030      | 14          | 1,8                    | PCIe 3.0 x4  | 384              | 1227                      | 1468                   | 6000               | 2             | GDDR5  | 64                   | 30                |
| GeForce GTX 1050     | 14          | 3,3                    | PCIe 3.0 x16 | 640              | 1354                      | 1455                   | 7000               | 2             | GDDR5  | 128                  | 75                |
| GeForce GTX 1050 Ti  | 14          | 3,3                    | PCIe 3.0 x16 | 768              | 1290                      | 1392                   | 7000               | 4             | GDDR5  | 128                  | 75                |
| GeForce GTX 1060 3GB | 16          | 4,4                    | PCIe 3.0 x16 | 1152             | 1506                      | 1708                   | 8000/ 9000         | 3             | GDDR5  | 192                  | 120               |
| GeForce GTX 1060 6GB | 16          | 4,4                    | PCIe 3.0 x16 | 1280             | 1506                      | 1708                   | 8000/ 9000         | 6             | GDDR5  | 192                  | 120               |
| GeForce GTX 1070     | 16          | 7,2                    | PCIe 3.0 x16 | 1920             | 1506                      | 1683                   | 8000               | 8             | GDDR5  | 256                  | 150               |
| GeForce GTX 1080     | 16          | 7,2                    | PCIe 3.0 x16 | 2560             | 1607                      | 1733                   | 10000/ 11000       | 8             | GDDR5X | 256                  | 180               |
| GeForce GTX 1080 Ti  | 16          | 11.8                   | PCIe 3.0 x16 | 3584             | 1481                      | 1582                   | 11008              | 11            | GDDR5X | 352                  | 250               |
| NVIDIA TITAN X       | 16          | 11.8                   | PCIe 3.0 x16 | 3584             | 1417                      | 1531                   | 10008              | 12            | GDDR5X | 384                  | 250               |
| NVIDIA TITAN Xp      | 16          | 11.8                   | PCIe 3.0 x16 | 3840             | 1405                      | 1582                   | 11408              | 12            | GDDR5X | 384                  | 250               |